# Salvador Llosà i Selvi
El Gat Invisible és el pseudònim amb que signa el treball d'humor gràfic Salvador Llosà i Selvi  (Burjassot, 1962). Col·labora setmanalment a la revista El Temps des de 1990. Va rebre el premi de la Generalitat Valenciana al llibre millor il·lustrat en valencià de l'any 2000 (Bestiari, Martí Domínguez, Edicions 3i4). També ha col·laborat a El País, Mètode, Capçalera, Pensat i Fet, La Traca, El Jueves i altres publicacions.